# Bandeira da União Soviética

Reverso da bandeira soviética

A primeira bandeira oficial da União Soviética foi adotada em julho de 1923. Tinha o aspeto proporcional de 1:4 com o brasão de armas do Estado no centro. Esta foi a bandeira oficial por quatro meses, sendo substituída depois pelo conhecido estilo do "martelo e foice" em 13 de novembro de 1923.

## Características
A bandeira consistia em uma bandeira vermelha plana, com um martelo cruzado com uma foice e uma estrela vermelha na ponta desta. O martelo simbolizava os trabalhadores industriais da nação, enquanto a foice simbolizava os agricultores. A estrela vermelha representava o domínio do Partido Comunista. O reverso da bandeira era vermelho, liso. Uma modificação na bandeira foi adotada em 15 de agosto de 1980 deixando-a de cor vermelha sólida, sem martelo, foice ou outros símbolos no reverso. Além disso, a cor recebeu brilho naquela época.
Com a dissolução da URSS em 25 de dezembro de 1991, a bandeira deixou de ser uma bandeira nacional. No entanto, em 15 de abril de 1996, o presidente russo Boris Iéltsin assinou um decreto presidencial dando à bandeira soviética (chamada de bandeira da vitória, após ter sido hasteada sobre o Reichstag em 1 de maio de 1945) um status semelhante àquele da bandeira nacional.
Em 2007, a Câmara Superior do Parlamento da Rússia votou a favor da volta da foice e do martelo à Bandeira da Vitória, a bandeira oficial do Exército russo.
Os símbolos soviéticos foram removidos ainda no governo de Boris Ieltsin.
Em meio à nostalgia pelo período soviético, a decisão de restaurar a foice e o martelo foi aprovada no país.
Depois do voto, o chefe do comitê parlamentar de nacionalismo disse que a Bandeira da Vitória era um dos poucos símbolos que continuam a unir todos os russos.
Retirar a foice e o martelo, segundo o analista de política russa da BBC, Steven Eke, prejudicou as fundações da Rússia moderna, mas também existe, segundo Eke, nostalgia pela União Soviética.
Nos últimos anos o hino nacional da era soviética tem sido novamente cantado - mas com a letra diferente, e muitas estátuas e monumentos da época foram retirados dos depósitos
No parada militar russa de 9 de maio de 2009, a bandeira soviética com a foice e o martelo foi desfilada junto da bandeira russa, tal como a tradição na época soviética.

## História

Ficheiro:Flag_of_the_Soviet_Union_(1923,_unofficial).svg Bandeira não oficial (1923)
Ficheiro:Flag_of_the_Soviet_Union_(1923).svg (dezembro de 1922 - 12 de novembro de 1923)
Ficheiro:Flag_of_the_Soviet_Union_(1923-1955).svg (12 de novembro de 1923 - 19 de agosto de 1955)
Ficheiro:Flag_of_the_Soviet_Union_(1955-1980).svg (19 de Agosto de 1955 - 15 de Agosto de 1980)
Ficheiro:Flag_of_the_Soviet_Union.svg (15 de Agosto de 1980 - 25 de Dezembro de 1991)

## Bandeiras dasRepúblicas da União Soviética
À semelhança da bandeira federativa, as bandeiras das repúblicas soviéticas mantinham no reverso o padrão do obverso, exceptuando a foice, o martelo e a estrela.

Ficheiro:Flag_of_Armenian_SSR.svgBandeira da RSS da Arménia
Ficheiro:Flag_of_Azerbaijan_SSR.svgBandeira da RSS do Azerbaijão
Ficheiro:Flag_of_Byelorussian_SSR.svgBandeira da RSS da Bielorrússia
Ficheiro:Flag_of_Estonian_SSR.svgBandeira da RSS da Estónia
Ficheiro:Flag_of_Kazakh_SSR.svgBandeira da RSS Cazaque
Ficheiro:Flag_of_Georgian_SSR.svgBandeira da RSS da Geórgia
Ficheiro:Flag_of_Latvian_SSR.svgBandeira da RSS da Letónia
Ficheiro:Flag_of_Lithuanian_SSR.svgBandeira da RSS da Lituânia
Ficheiro:Flag_of_Moldavian_SSR.svgBandeira da RSS da Moldávia
Ficheiro:Flag_of_Kyrgyz_SSR.svgBandeira da RSS Quirguiz
Ficheiro:Flag_of_Russian_SFSR.svgBandeira da RSFS da Rússia
Ficheiro:Flag_of_Tajik_SSR.svgBandeira da RSS Tadjique
Ficheiro:Flag_of_Turkmen_SSR.svgBandeira da RSS Turcomana
Ficheiro:Flag_of_Ukrainian_SSR.svgBandeira da RSS da Ucrânia
Ficheiro:Flag_of_the_Uzbek_SSR.svgBandeira da RSS Uzbeque

## Repúblicas dissolvidas

Ficheiro:Flag_of_the_Karelo-Finnish_SSR.svgBandeira da RSS Carelo-Finlandesa
Ficheiro:Flag_of_Transcaucasian_SFSR.svgBandeira da RSFS Transcaucasiana
Ficheiro:Flag_of_Abkhazian_SSR.svgBandeira da RSS da Abecásia

## Estandartes militares

Ficheiro:Red_Army_flag_(Fictitious).svg  2:3 Bandeira de guerra soviética
Ficheiro:Naval_Ensign_of_the_Soviet_Union.svg  2:3 Insígnia naval da Federação
Ficheiro:Naval_Jack_of_the_Soviet_Union.svg 2:3 Jaco naval